# Graellsia isabellae
Graellsia isabellae (Molia lunii spaniolă) este o specie de molie din familia Saturniidae. Este întâlnită în Spania și Franța.
Specia are ca principală sursă de hrană acele pinilor (Pinus).

## Ciclu de viață

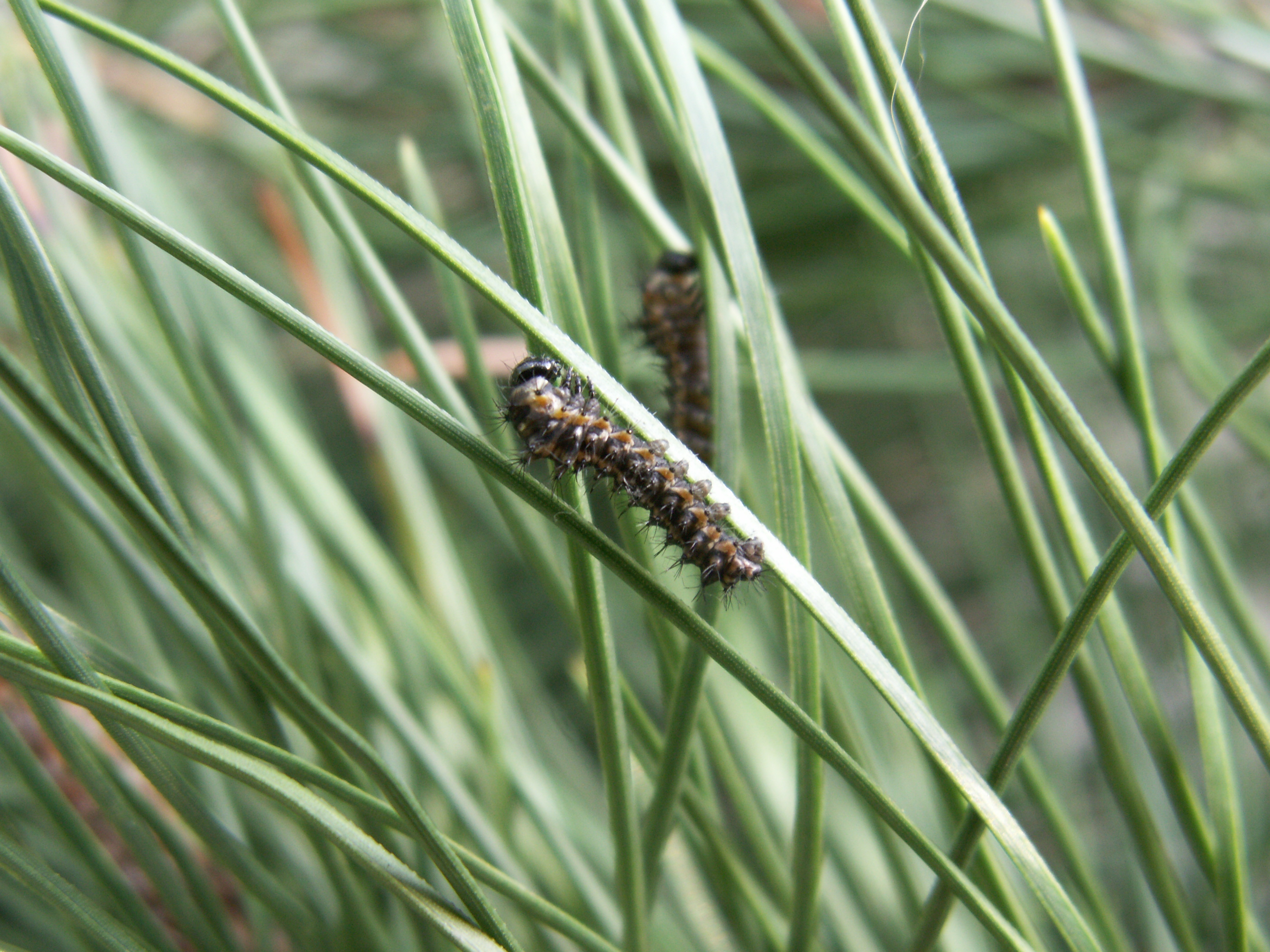
Primul stadiu
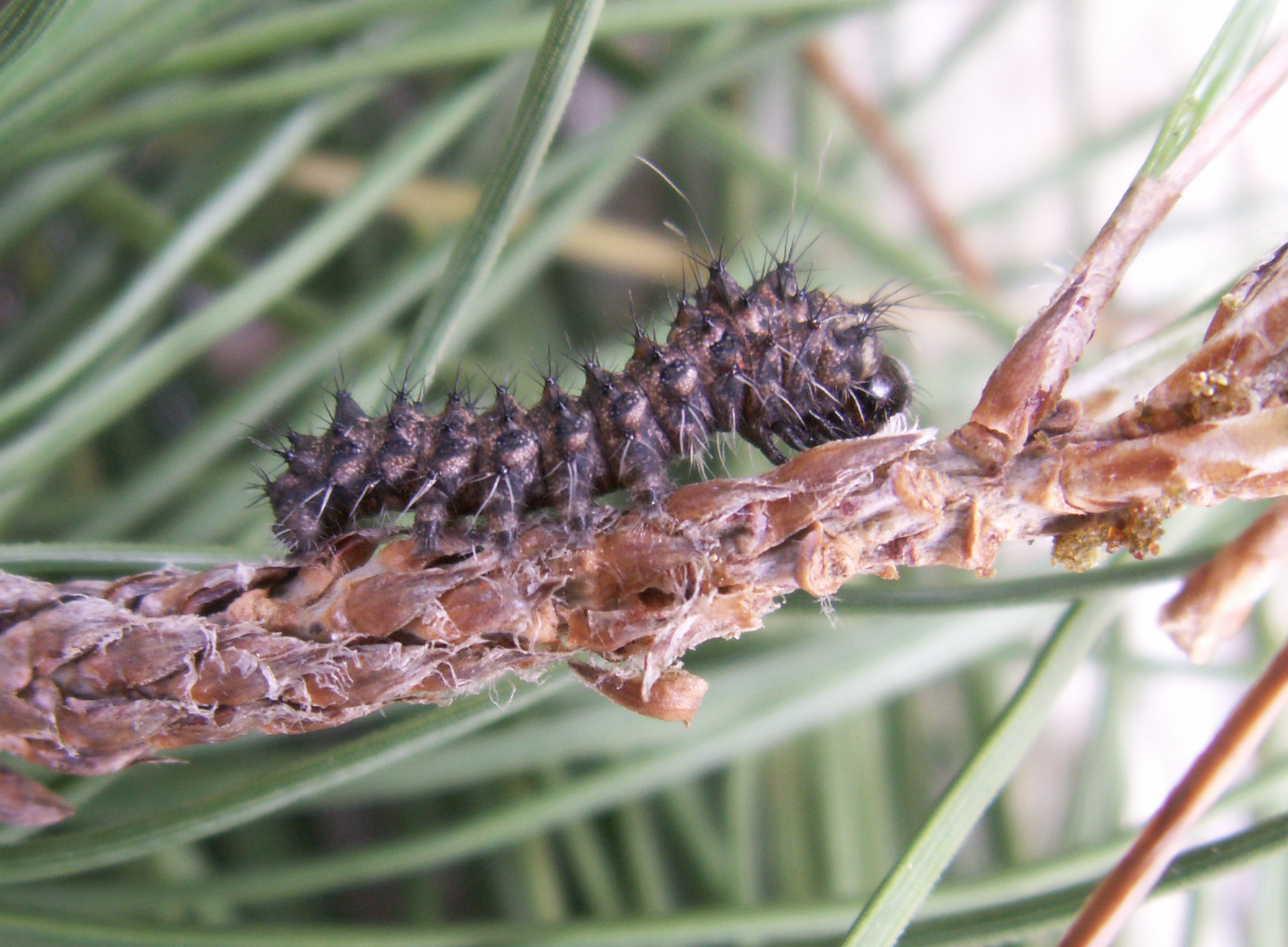
Al doilea stadiu
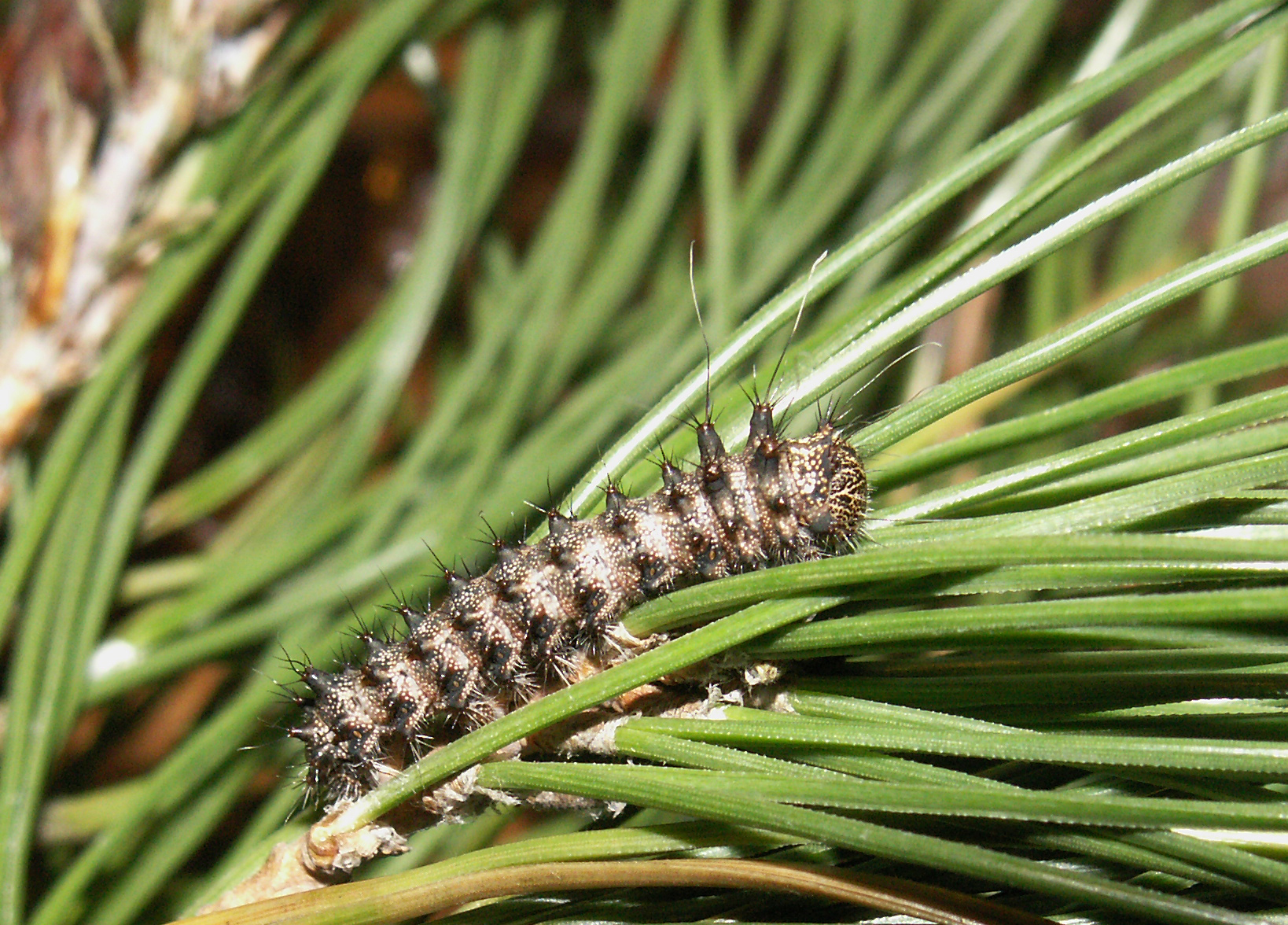
Al treilea stadiu
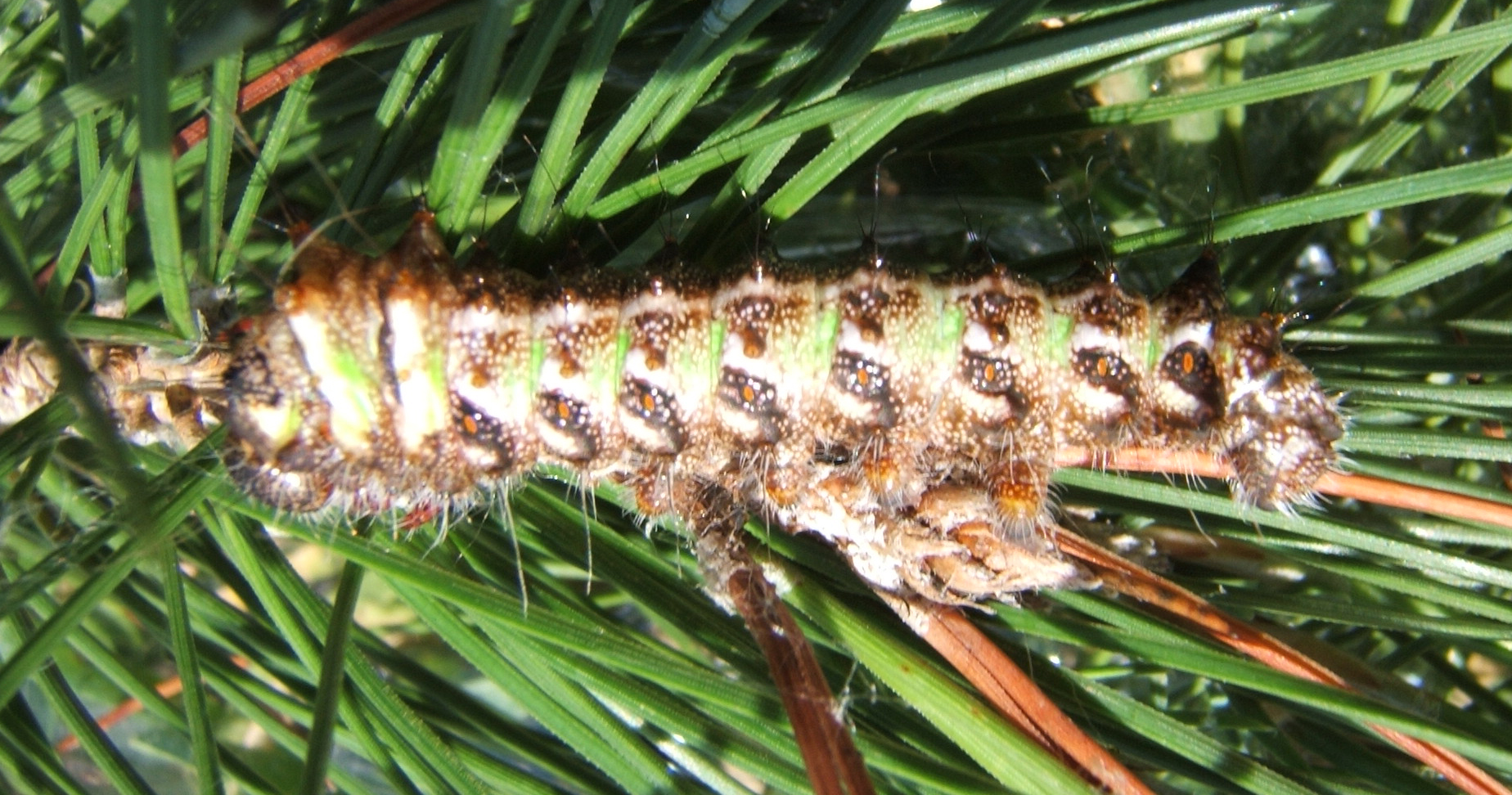
Al patrulea stadiu
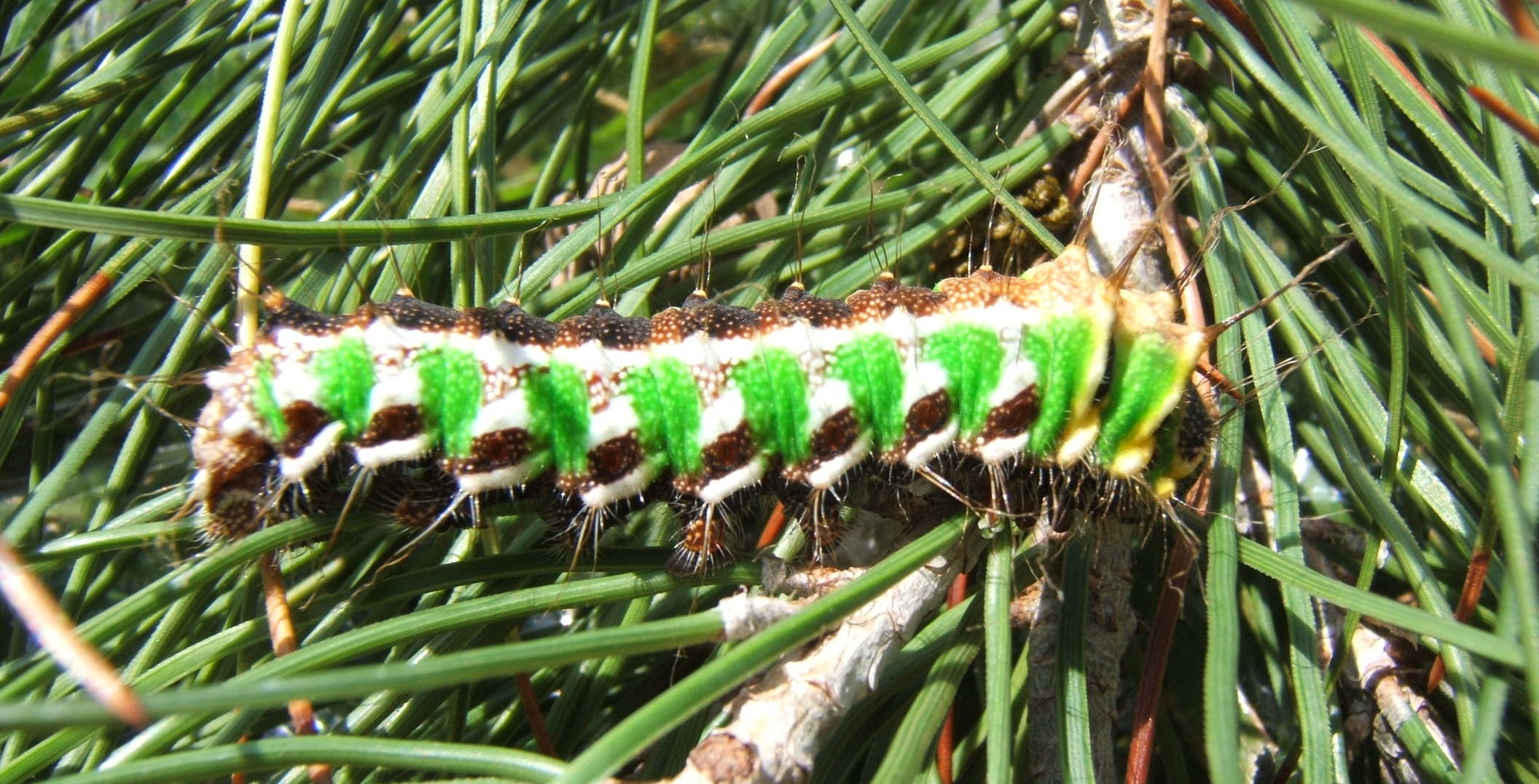
Al cincilea stadiu

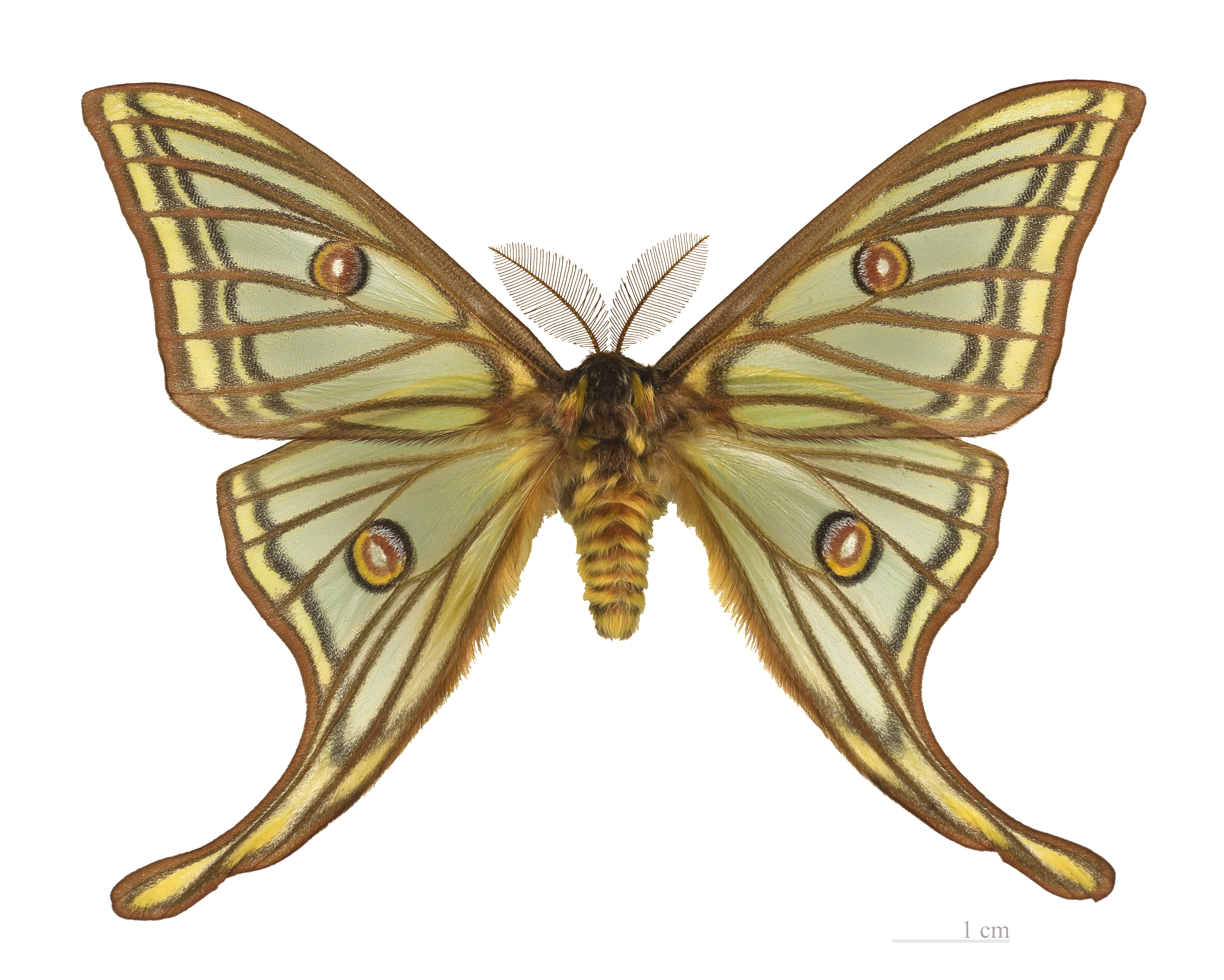
Mascul - partea dorsală
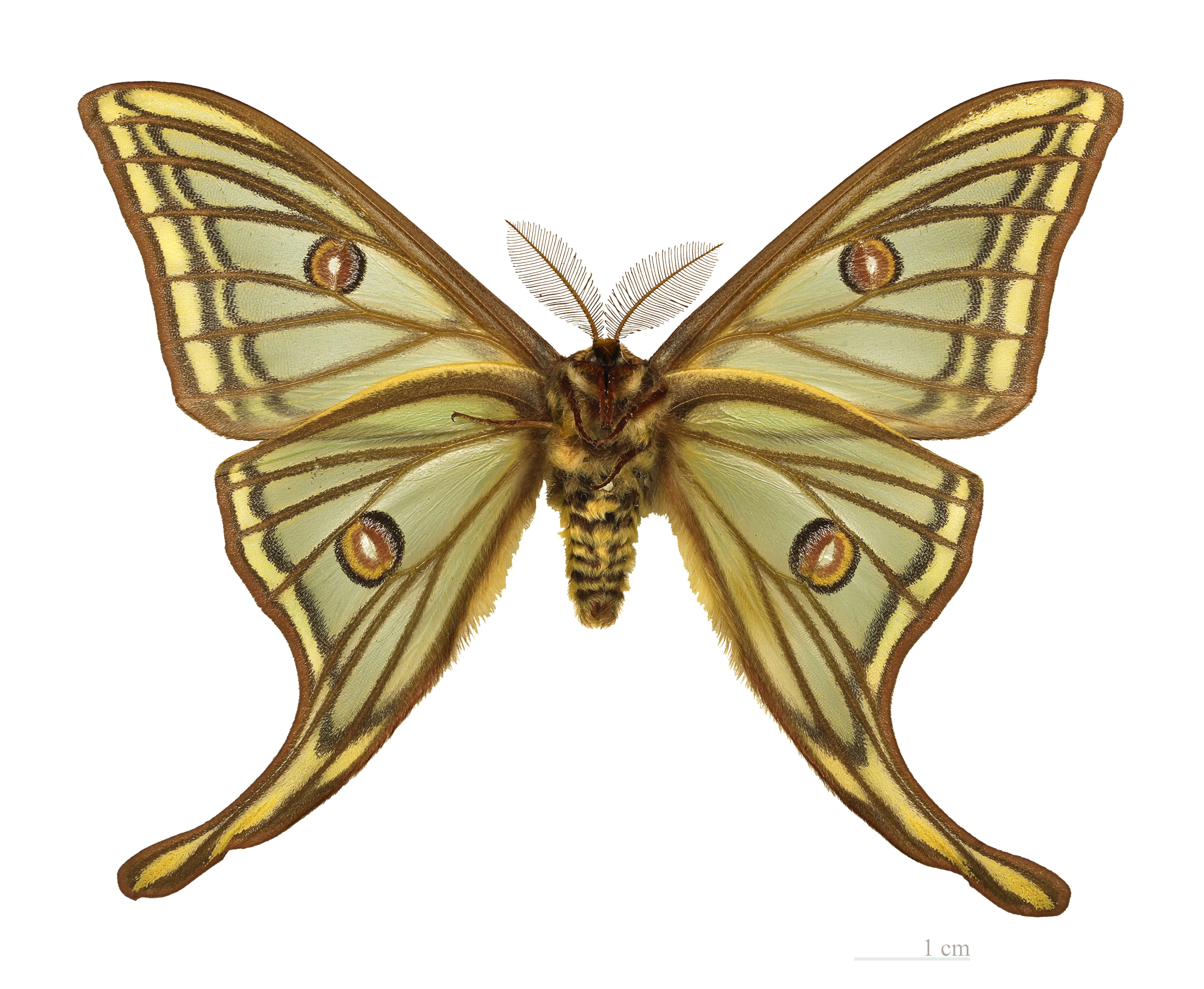
Mascul - partea ventrală △
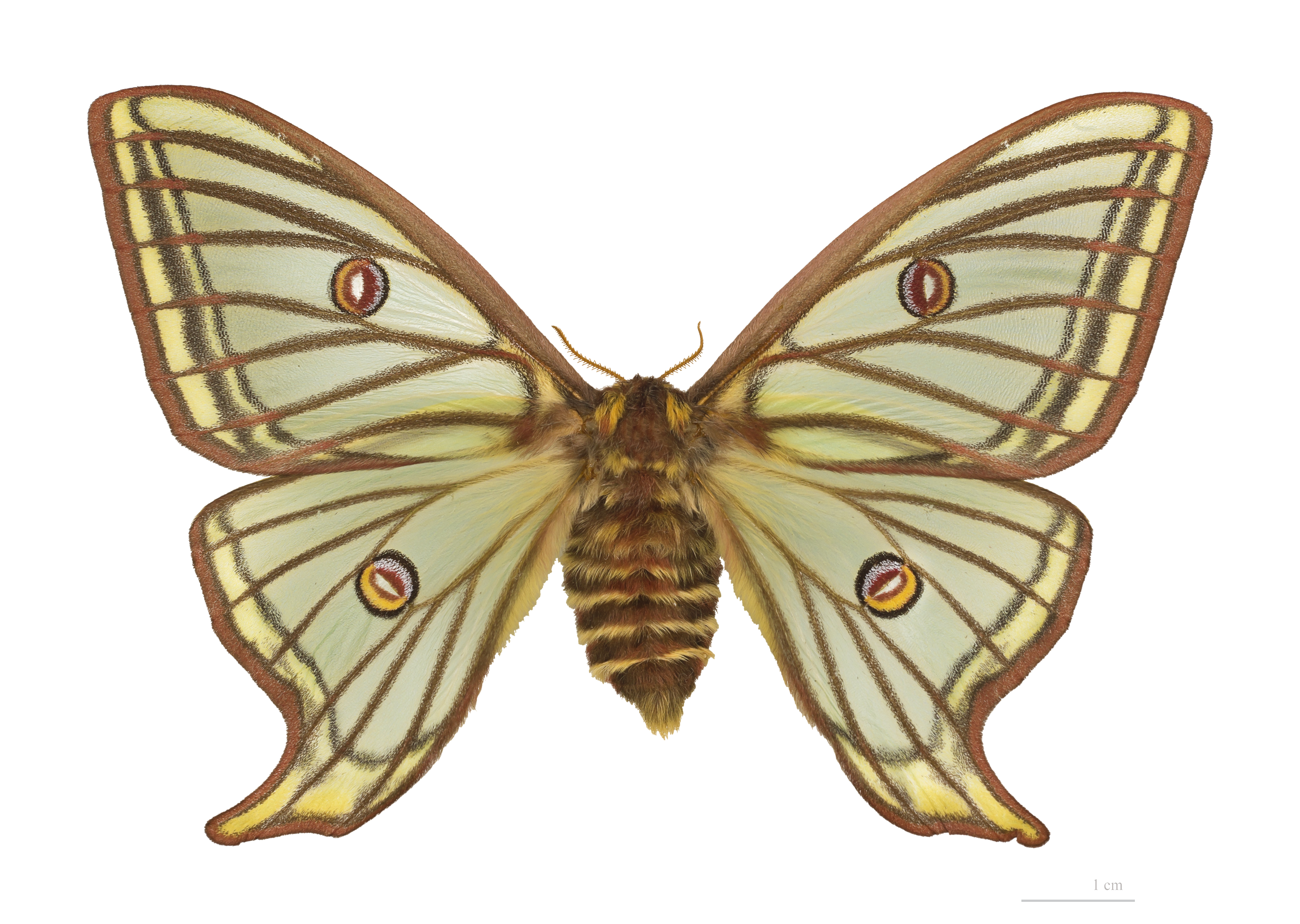
Femelă - partea dorsală
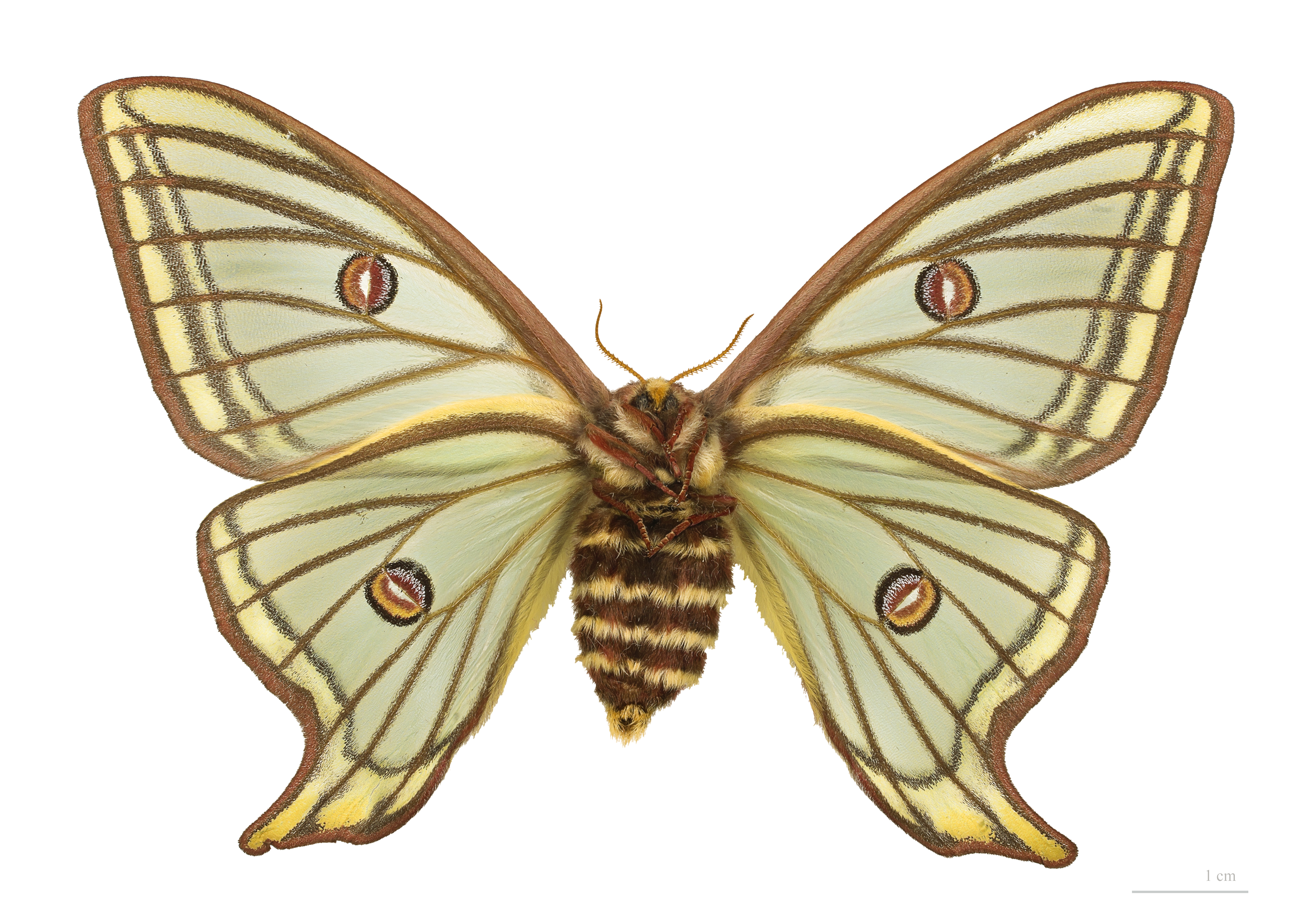
Femelă - partea ventrală △